# Cherax quinquecarinatus
Cherax quinquecarinatus е вид десетоного от семейство Parastacidae. Видът не е застрашен от изчезване.

## Разпространение и местообитание
Разпространен е в Западна Австралия.
Обитава крайбрежията на сладководни басейни и реки.